# НХА сезон 1910—1911
НХА у сезоні 1910—1911 — 2-й регулярний чемпіонат НХА. Сезон стартував 31 грудня 1910. Закінчився 10 березня 1911. Переможцем Кубку Стенлі став клуб «Оттава Сенаторс» (сьома перемога).

## Підсумкова таблиця

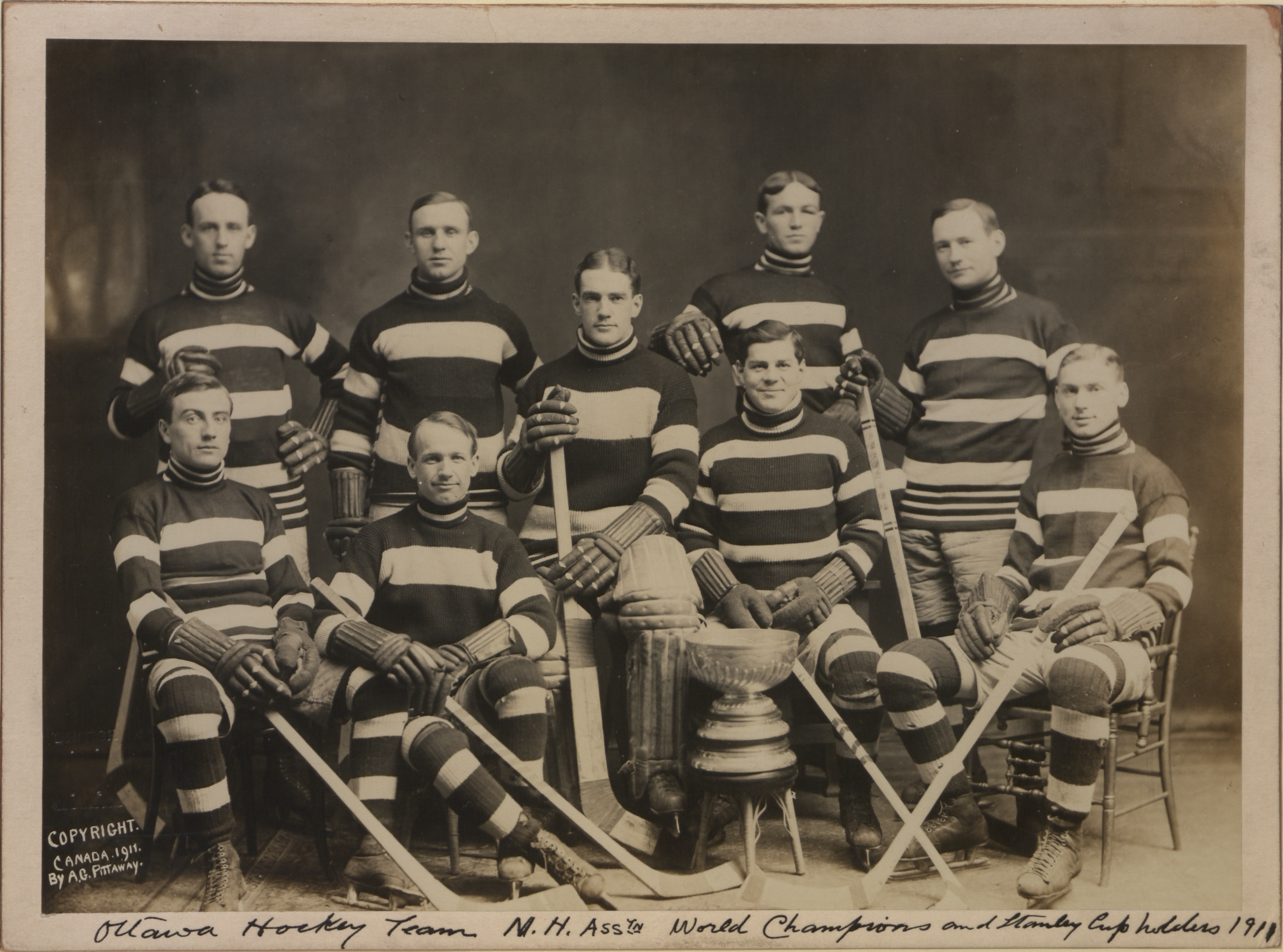
Володар Кубка Стенлі 1911 року «Оттава Сенаторс»

| Команда               | І  | В  | П  | Н | ШЗ  | ШП  | Очки |
| --------------------- | -- | -- | -- | - | --- | --- | ---- |
| Оттава Сенаторс       | 16 | 13 | 3  | 0 | 122 | 69  | 26   |
| Монреаль Канадієнс    | 16 | 8  | 8  | 0 | 66  | 62  | 16   |
| Ренфрю Креймері Кінгс | 16 | 8  | 8  | 0 | 91  | 101 | 16   |
| Монреаль Вондерерс    | 16 | 7  | 9  | 0 | 73  | 88  | 14   |
| Квебек Бульдогс       | 16 | 4  | 12 | 0 | 65  | 97  | 8    |

## Фінал Кубка Стенлі
| 13 березня, 1911                    | Галт       | 4–7  | Оттава Сенаторс |
| 16 березня, 1911                    | Порт-Артур | 4–14 | Оттава Сенаторс |
| Оттава Сенаторс здобув Кубок Стенлі |            |      |                 |